# 삼국지 11
《삼국지 11》(三國志11, Romance of the Three Kingdoms XI)은 코에이의 삼국지 전략 게임 시리즈 중 11번째 게임이다. 이 게임은 일본에서 2006년 3월 17일 PC용으로 출시되었다. 중국어 정체판은 중화민국에서 7월 27일에 출시되었다.
플레이스테이션 2 버전은 일본에서 2006년 9월 28일, 북아메리카에서 2007년 2월 6일에 출시되었다. Wii 버전은 2007년 3월 21일에 일본 시장에서 프리미엄 가격(¥9,800)으로 출시되었다.

## 개요
삼국지Ⅸ에 근접한 군주제로 회귀한 작품이자 로마숫자가 아닌 아라비아 숫자로 순서를 매긴 최초의 작품이다. 시리즈 사상 최초로 3D맵을 도입했다. 시설을 맵위에 배치하고 헥스 단위로 실행되는 내정과 더불어, 시장, 공방 등의 주요 시설이 성외에 위치한 것은 다른 시리즈에서 볼 수 없는 특징이었다. 또한 장수가 특기를 다수 보유할 수 있었던 전작과는 달리 장수당 최대 1개의 특기만을 가질 수 있도록 한 것도 특징이다. 모든 장수의 열전에 삼국지연의의 내용과 삼국지 정사의 내용을 비교하여 실은 최초의 시리즈이기도 하다.
연령에 따라 능력치가 변화하도록 하는 요소를 다시 도입하였고, 일부 유명장수의 일러스트에는 초년/노년의 일러스트를 별도로 마련하여, 나이가 들면 노년의 일러스트로 변화되도록 하였다. 장수들의 사운드에는 중국어 녹음을 입혀 사실성을 높였다.(파워업키트에서는 일본어 더빙도 추가) 파워업키트에서는 장수의 특기와 능력을 연구하고 가르칠 수 있는 기능과 시설의 흡수합병의 요소가 추가되고, 임무수행 형식의 결전제패모드가 추가되었다. 결전제패모드는 전작의 전술시뮬레이션모드와 흡사하나 도중저장이 가능하고 전투 뿐 아니라 일기토, 설전, 장수발탁 등의 다른 미션이 제공되는 스테이지도 있다는 차이를 보인다. 대한민국에서는 삼국지11 오리지널 팩의 판매량이 너무나 저조하다는 이유로(3천장 가량이라고 한다) 파워업키트는 출시되지 않았다.